# Passavant & Cie.
Passavant & Cie. war eine Basler Privatbank, die von 1800 bis 1923 bestand.
Gegründet wurde sie 1800 von Hans Franz Passavant. Die Firma war 1854 eine der sechs Basler Privatbanken, die sich zum Basler Bankierverein, dem späteren „Basler Bankverein“, einem der Vorgänger der UBS, als Konsortium zusammenschlossen.